# P-5 (ミサイル)
P-5（ロシア語: П-5ペー・ピャーチ）は、ソビエト連邦で開発された長射程の潜水艦発射巡航ミサイル。GRAUインデックスは4K44であった。また非公式呼称として、数字5の愛称形ピャチョールカ（«Пятерка»）で呼ばれたが、これは5段階評価の「5」という意味も持つ。
西側諸国においては、アメリカ国防総省（DoD）識別番号としてはSS-N-3C、NATOコードネームとしては「シャドック」と呼ばれた。なお、P-5から派生したP-6/35も同じNATOコードネームを付与されているが、西側諸国による確認が遅れたことから、DoD識別番号では逆にP-6/35にSS-N-3A/Bという若い記号が与えられている。

## 来歴
第2次世界大戦終結後の連合国によるドイツ占領期、ソ連はドイツから多くの技術を導入したが、その中にはV-1、Hs 293などの巡航ミサイル技術も含まれていた。ソ連では、戦中の1944年より、V-1をモデルとして、ウラジーミル・チェロメイ主任設計官によって巡航ミサイルの開発に着手していたが、ドイツからの技術導入によってこの研究はさらに進展した。そして1953年のRDS-6で水素爆弾保有に成功すると、弾道ミサイルよりも開発が進んでいて、軽量かつ安価な巡航ミサイルは、ソ連海軍にとって「絶対兵器」として捉えられるようになっていった。
チェロメイ主任設計官が在籍する第52設計局（OKB-52）は、まず1940年代、V-1をもとにラストチカ10Xを試作した。その後、1951年より、発射後に自動的に翼を展張するARK-5自動開翼装置の開発に着手し、1956年には実用段階に達した。これを採用して開発されたのがP-5である。

## 設計

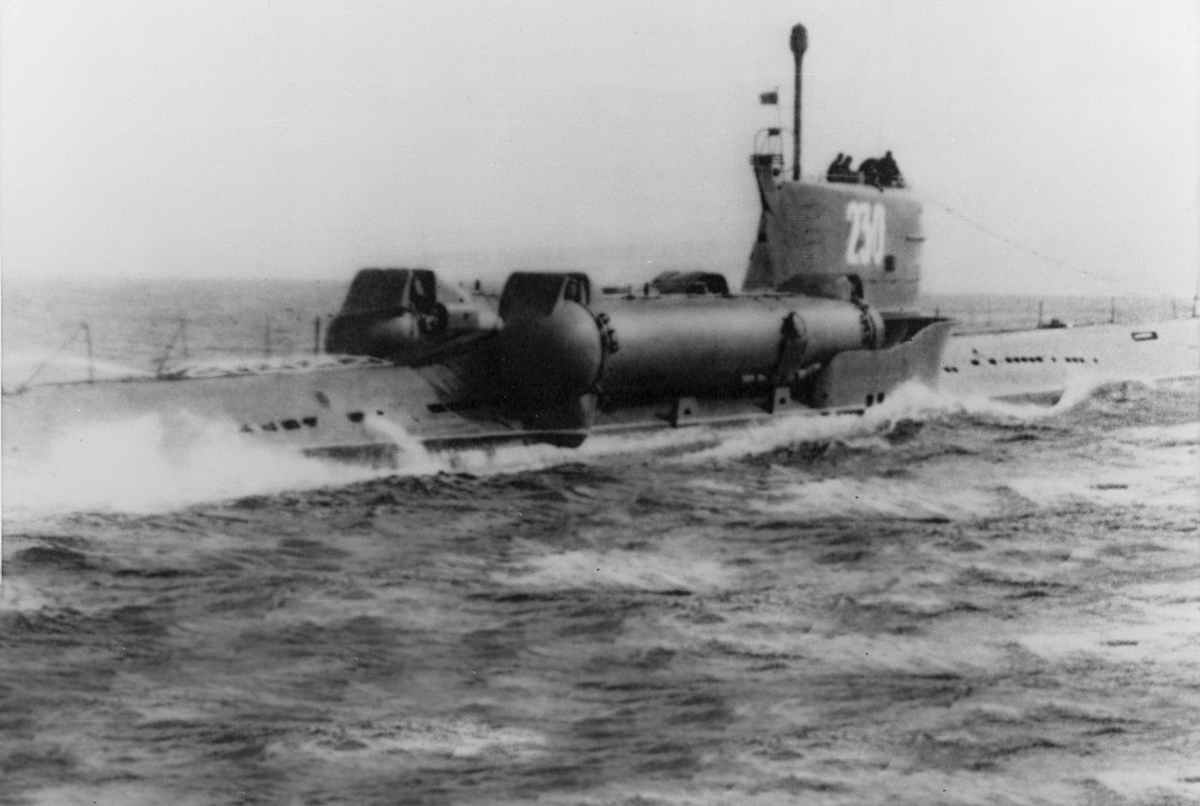
644型潜水艦に搭載された発射筒

P-5は、窒素を充填した密閉型コンテナに収容された状態で潜水艦（巡航ミサイル潜水艦）に搭載されている。発射時、搭載艦はまず浮上して、コンテナに15度の仰角をつける。ミサイルはまず2基の固体燃料ロケット・ブースター（推力36.6トン）によって射出される。ブースターは2秒後に切り離され、KRD-26ターボジェット・サステナー（推力2.25トン）を始動させて巡航に入る。初期型においては、巡航高度は気圧高度計によって管理され、400メートルに制限されていた。射程と速度は気温によって大きく変動するが、例えば40℃の場合、射程は650キロメートル (350 nmi)、速度は338メートル毎秒（マッハ0.99）となる。
ただし平均誤差半径（CEP）3,000メートルと命中精度が悪く、このため弾頭は核とせざるを得なかった。核出力は初期型でTNT換算200キロトン、のちに650キロトンに増強された。また巡航高度を気圧高度計で管理する関係上、山を越えて反対側の目標を攻撃できないという欠点もあった。
その後、改良されたAP-70D自動操縦装置の導入によって、CEPを2分の1ないし3分の1，巡航高度も250メートルまで低高度化した改良型のP-5Dが実用化された。

## 配備
1957年より地上で、ついで洋上での実射試験が開始され、1959年6月19日に制式化された。また改良型のP-5Dは、1961年3月2日より海軍への引渡しが開始された。

### 搭載艦
- 651型潜水艦（ジュリエット型）
- 659型潜水艦（エコーI型）
- 644型潜水艦（ウィスキー・ツイン・シリンダー型）
- 665型潜水艦（ウィスキー・ロング・ビン型）

## イナリ湖事故
1984年12月28日、SS-N-3ミサイルが標的として使用されフィンランドの国境を越えてイナリ湖に墜落した。